# Casale Litta
Casale Litta – miejscowość i gmina we Włoszech, w regionie Lombardia, w prowincji Varese.
Według danych na rok 2004 gminę zamieszkiwało 2413 osób (241,3 os./km²).